# Yingaresca fulvonigra
Yingaresca fulvonigra is een keversoort uit de familie bladkevers (Chrysomelidae). De wetenschappelijke naam van de soort werd in 1884 gepubliceerd door Faimaire.